# Туилома, Билл
Билл Пони Туилома (англ. Bill Poni Tuiloma; 27 марта 1995, Бич-Хейвен, Новая Зеландия) — новозеландский футболист, крайний защитник клуба «Шарлотт» и сборной Новой Зеландии.
Билл родился в Бич-Хейвене, пригороде Окленда, в семье выходцев из Самоа.

## Клубная карьера

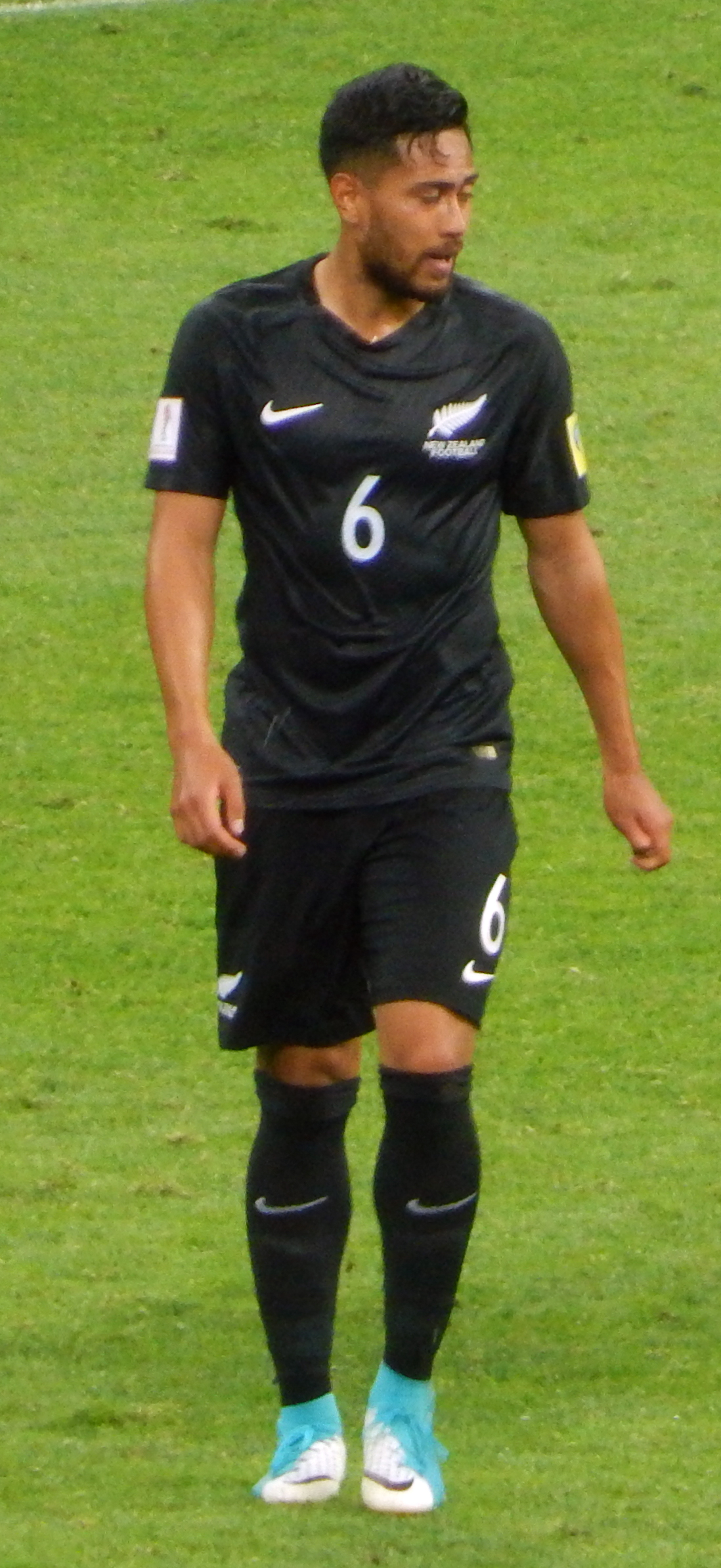
Туилома в составе сборной Новой Зеландии

Туилома — воспитанник столичного «Уаитакере Юнайтед». 6 ноября 2011 года в матче против «Саутерн Юнайтед» в чемпионате Новой Зеландии. Сыграв один матч, Туилома стал чемпионом страны. Во время обучения в Тихоокеанско-азиатской академии футбола Билл сезон провёл в американском «Лос-Анджелес Гэлакси», играя за юношеские команды клуба.
В июле 2013 года Туилома подписал контракт с марсельским «Олимпиком». Первые сезоны он провёл, выступая за молодёжную команду клуба. 7 февраля 2015 года в матче против «Ренна» Билл дебютировал в Лиге 1, заменив во втором тайме Лукаса Окампоса.
30 августа 2015 года для получения игровой практики Билл на правах аренды перешёл в «Страсбур». 18 сентября в матче против «Эпиналя» он дебютировал в Лиге 3.
26 июля 2017 года Туилома перешёл в американский «Портленд Тимберс». Проведя сезон 2017 в «Портленд Тимберс 2», 24 января 2018 года Туилома перезаключил контракт с «Портленд Тимберс». 24 марта в матче против «Далласа» он дебютировал в MLS. 8 апреля в поединке против «Орландо Сити» Билл забил свой первый гол за «Портленд Тимберс». 19 декабря 2019 года Туилома продлил контракт с «Портленд Тимберс» на несколько лет. 25 февраля 2022 года «Портленд Тимберс» продлил контракт с Туиломой на четыре года, до конца сезона 2025, с опцией ещё на один год.
16 февраля 2023 года Туилома был приобретён клубом «Шарлотт» за гарантированные $800 тыс. в общих распределительных средствах и дополнительные $100 тыс. в общих распределительных средствах при условии достижения им определённых показателей. За «Шарлотт» он дебютировал 25 февраля в матче стартового тура сезона 2023 против «Нью-Инглэнд Революшн».

## Международная карьера
В 2011 году в составе юношеской сборной Новой Зеландии Туилома принял участие в юношеском чемпионате мира в Мексике. На турнире он сыграл в матчах против команд Узбекистана, Чехии, США и Японии.
В 2013 года в составе молодёжной сборной Новой Зеландии Билл сыграл на молодёжном чемпионате мира в Турции. На турнире он принял участие в матчах против сборных Узбекистана и Хорватии.
16 октября того же года в товарищеском матче против сборной Тринидад и Тобаго Туилома дебютировал за сборную Новой Зеландии.
В 2015 году Билл принял участие в домашнем молодёжном чемпионате мира. На турнире он сыграл в матчах против команд Украины, США, Мьянмы и Португалии.
В 2016 году Туилома стал победителем Кубка наций ОФК в Папуа — Новой Гвинеи. На турнире он сыграл в матчах против команд Новой Каледонии и Папуа — Новой Гвинеи.
В 2017 году Туилома принял участие в Кубке конфедераций в России. На турнире он сыграл в матчах против команд России, Мексики и Португалии.
9 октября 2021 года в товарищеском матче со сборной Кюрасао он забил свой первый гол за «Олл Уайтс».

## Достижения
«Уаитакере Юнайтед»
- Чемпион Новой Зеландии: 2011/12

«Портленд Тимберс»
- Победитель Турнира MLS is Back (2020)

Новая Зеландия
- Победитель Кубка наций ОФК: 2016